# Echeandía
Echeandía – miasto w Ekwadorze, w prowincji Bolívar, siedziba kontonu Echeandía.